# La Cloche (film)
Pour les articles homonymes, voir Cloche (homonymie).
Pour plus de détails, voir Fiche technique et Distribution.
La Cloche est un court métrage français interprété, coécrit et réalisé par Charles Berling en 1997.

## Synopsis
Un clochard harangue les spectateurs qui font la queue devant un cinéma. Il n'a pas accès à la culture, et c'est une honte, braille-t-il. Se sentant un peu coupable, un spectateur de bonne volonté lui offre une place. Mauvais choix, car le clodo va s'employer à pourrir la séance de toutes les façons : bruit de son chariot qui ferraille dans l'escalier, bruits divers et commentaires à voix haute perturbent les clients du cinéma. Même le bâtonnet de crème glacée que lui tend un autre spectateur compatissant ne parviendra pas à le calmer. Nouvelle preuve que l'enfer est pavé de bonnes intentions !

## Fiche technique
- Genre : comédie
- Réalisation : Charles Berling
- Assistants-réalisateurs : 1)Antoine Garceau /2) Mathieu Bauer, Cyril Mennegun
- Scénario et dialogues : Charles Berling, François Hernandez
- Production : HB Productions
- Producteur : Gilles Mégret
- Directeur de la photographie : François Hernandez
- Photographe de plateau : Sophie Hatier
- Musique : Gérard Barreaux
- Décors  Marie Dos Santos
- Costumes Frédérique Laubier, Pia Micha
- Montage : Tina Baz
- Son : Jean-Bernard Thomasson
- Mixage : Jean-Pierre Laforce
- Scripte : Maggie Perlado
- Sortie au Festival international du court métrage de Clermont-Ferrand 1998

## Distribution
- Michel Aumont : le clochard perturbateur
- Charles Berling : le spectateur bienveillant
- Sophie Hatier
- Stanislas Merhar
- Marie Payen
- Philippe Salva